# Naoki Sugiura
Naoki Sugiura（ナオキ・スギウラ、1971年7月12日 ）は、静岡県磐田市出身のハリウッド俳優。

## 全米プロフェッショナルボクサー
アメリカでプロライセンスを取得後、カリフォルニア州でプロデビューする。

## ハリウッド俳優
2006年に日本人では数少ないSAG (映画俳優組合) のメンバーとなる。

## テレビゲームキャラクター
PlayStation 2及びニンテンドー ゲームキューブの人気ゲームシリーズ『メダル・オブ・オナー　ライジングサン』の「Moriya」のゲームキャラクターモデルを務める。

## 主な出演作品
- 2003年　「the Last Mission」　阿南惟幾陸軍大将役
- 2003年　「The Medal of Honor －Rising Sun－ 」「メダル・オブ・オナー　ライジングサン」　MORIYA役
- 2003年  「Wake Island：Alamo of the Pacific」 Japanese Soldier役
- 2006年  「Pucked」　Tibetan Monk役
- 2008年　「プッシング・デイジー 恋するパイメーカー」　Jin　Quin役（ノンクレジット）
- 2010年　「ザ・パシフィック」　resident役